# Max Handelman
Max Handelman, né le 3 mai 1973 à Portland (Oregon), est un auteur américain, journaliste sportif et producteur de film.

## Biographie
Handelman a grandi à Portland, en Oregon, où il fait ses études à Catlin Gabel School, obtenant son diplôme en 1991. Il a reçu son diplôme du baccalauréat de l'Université de Pennsylvanie en 1995, et a reçu un diplôme  MBA de l'UCLA (Los Angeles) en 2003. 
Après une carrière en tant que banquier d'investissement, il est devenu directeur de News Corporation, où il a contribué au lancement de Fox Sports, division « Football Fantasy », et d'autres ligues fantasy, dont il tirera un livre, Why Fantasy Football Matters: (And Our Lives Do Not), avec son ami d'enfance, Erik Barmack. 
Il collabore également avec Barmack sur un weblog couvrant les Trail Blazers de Portland, intitulé Beyond Bowie.
En plus de ses activités liées au sport, il est associé avec sa femme l'actrice Elizabeth Banks dans une société de production cinématographique : Brownstone Productions. Leur premier film produit est Clones (Surrogates), avec Bruce Willis et Radha Mitchell, sorti en 2009. 

### Vie privée
Il est le mari de l'actrice Elizabeth Banks, avec qui il sortait depuis la fac. Elle s'est convertie au judaïsme afin de l'épouser.